# Кругель Великий (Перемишль)
Кругель Великий (пол. Kruhel Wielki) — частина міста Перемишль в Підкарпатському воєводстві, у Польщі. Раніше було приміським селом.

## Історія
Вперше село згадується у 1418 році у володінні Симка і Юрія з Пралківців. 12 липня 1474 року власник села позичив 22 і 1/3 гривні під заставу села, якого позбувся через невіддавання боргу.
За королівською люстрацією 1515 року село належало до володінь міста Перемишль у складі Перемишльської землі Руського воєводства, у селі був 1 лан (близько 25 га) оброблюваної землі.
За королівською люстрацією 1589 р. село належало до володінь міста Перемишль у складі Перемишльської землі Руського воєводства, у селі був 1 лан (близько 25 га) оброблюваної землі та 1/4 лана необроблюваної, 3 загородники без земельних ділянок, 1 коморник убогий (без тяглової худоби) та піп (отже, вже була церква).
У 1880 р. село належало до Перемишльського повіту Королівства Галичини та Володимирії Австро-Угорської імперії, у селах Кругель Великий і Кругель Малий було 443 жителі, а на землях фільварку — 24 мешканці. У XIX столітті в селі були бровар, піч для випалювання вапна, верстат для вибілювання полотна, корчма, вівся видобуток вапна і мармуру.
У 1905 р. в селі зведено фортифікаційні укріплення кільцевої оборони фортеці Перемишль. Після оборони Перемишля 1914-1915 рр. на терені села залишились могили полеглих російських і австро-угорських вояків.
Після закінчення Першої світової війни село входило до Перемишльському повіті Львівського воєводства. 1 серпня 1934 р. село увійшло в об'єднану сільську ґміну Журавиця в внаслідок об'єднання дотогочасних (збережених від Австро-Угорщини) громад сіл (ґмін).
У 1921 році в селі проживало 393 мешканців (290 українців, 93 поляків, 10 євреїв).
У 1939 році в селі проживало 560 мешканців (400 українців, 150 поляків, 10 євреїв).
12 вересня 1939 року нацисти окупували село, однак уже 26 вересня 1939 року мусіли відступити, оскільки за пактом Ріббентропа-Молотова воно належало до радянської зони впливу. За кілька місяців село ввійшло до Перемишльського району Дрогобицької області. В червні 1941 року, з початком Радянсько-німецької війни, територія знову була окупована німцями. В липні 1944 року радянські війська оволоділи селом. Українців примусово мобілізували в Червону армію. У березні 1945 року село віддане Польщі. Польська Народна армія воювала проти українців, які чинили опір участю в УПА і підпіллі ОУН. 27 грудня 1945 року сотні «Ударники-4» під командуванням «Бурлаки» і «Ударники-7» під командуванням «Ластівки» оволоділи селом і обстріляли з міномета Перемишль, зокрема вокзал, казарми і військовий шпиталь, чим спричинили паніку в місті. Більшу частину українського населення у березні 1946 року виселено в СРСР, решту у 1947 році депортовано на понімецькі землі.
1 січня 2010 року село включене до складу міста на правах округи.

## Церква
В селі знаходиться давня дерев'яна православна церква Вознесіння ГНІХ. З 1630 року, належала до православної перемишльської єпархії, а з переводом єпархії в унію — до греко-католицької парохії Пралківці Перемиського деканату Перемишльської єпархії РГКЦ. Церква після виселення українців стояла пусткою, у 1988—1999 роках проведена реконструкція.